# Meandrospiranella
Meandrospiranella es un género de foraminífero bentónico de la subfamilia Meandrospirinae, de la familia Cornuspiridae, de la superfamilia Cornuspiroidea, del suborden Miliolina y del orden Miliolida. Su especie tipo es Meandrospiranella samueli. Su rango cronoestratigráfico abarca desde el Anisiense (Triásico medio) hasta el Cenomaniense (Cretácico superior).

## Clasificación
Algunas clasificaciones incluyen a Meandrospiranella en la familia Meandrospiridae.
Meandrospiranella incluye a la siguiente especie:
- Meandrospiranella samueli †

Otra especie considerada en Meandrospiranella es:
- Meandrospiranella planispira †, de posición genérica incierta